# Apple X11

Apple X11 est un serveur d'affichage

XQuartz (autrefois appelé Apple X11 ou X11.app) est un logiciel pour Mac OS X permettant le lancement d'un serveur X Window. X11 était initialement basé sur XFree86 (de Mac OS X.2 à Mac OS X.4). À partir de Mac OS X.5, il s'est basé sur X.org, comme la majorité des distributions Linux. Il possède de nombreux concurrents, tels que les XTools, payants, propriétés de Tenon. Son prédécesseur XDarwin a permis, avant qu'Apple ne le fasse, aux utilisateurs de Macintosh d'accéder à X Window (de Mac OS X.1 à Mac OS X.3). Enfin, le projet Fink permet l'installation d'X.org.
Depuis la version 10.8 (Mountain Lion) d'OS X, Apple ne fournit plus X11.app (propriété d'Apple) mais propose de télécharger XQuartz : logiciel libre auquel Apple contribue, qui a reçu les sources de X11.app, et qui est intégré dans X.org.